# Antonio Mancinelli

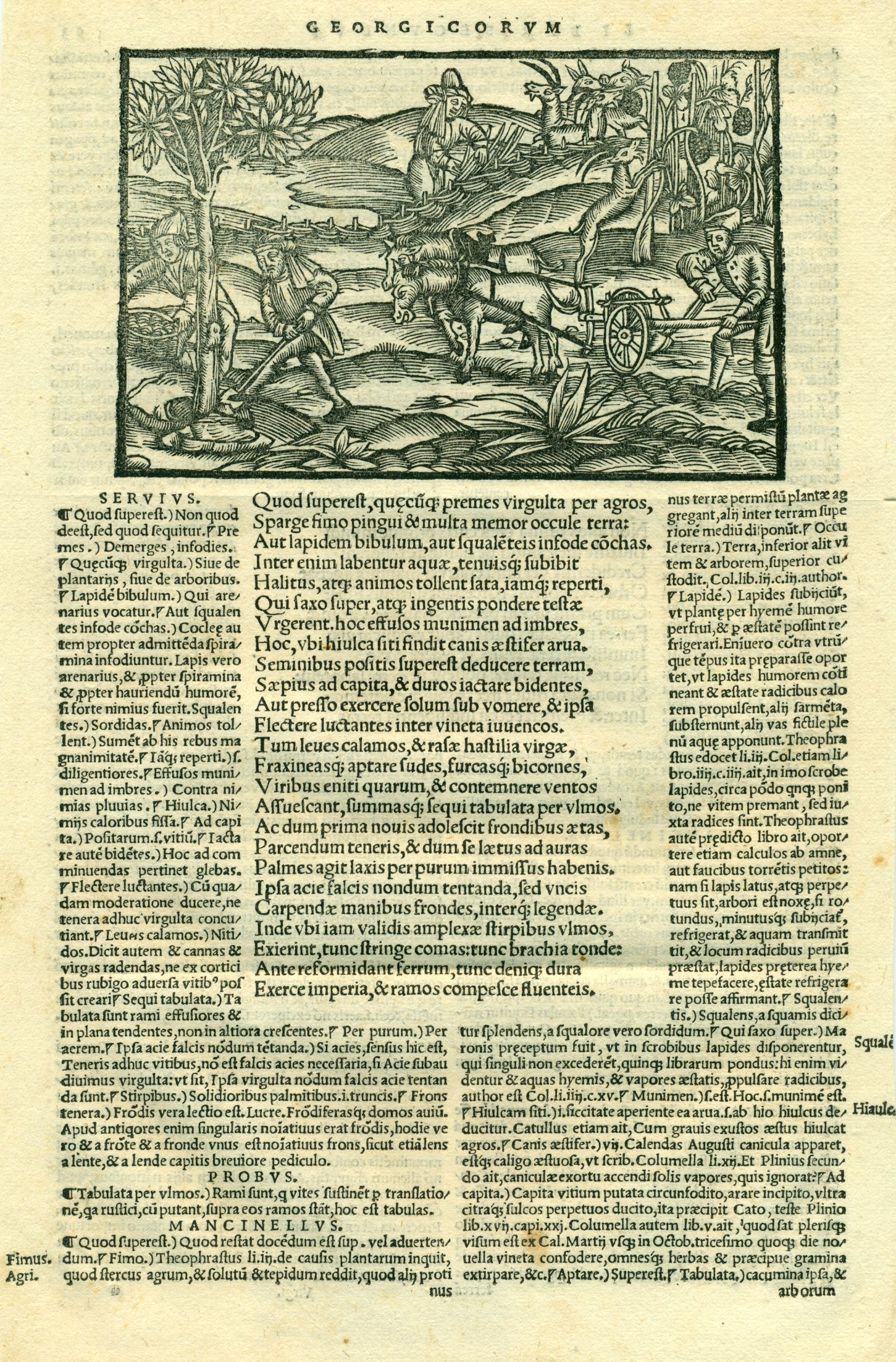
Bucolica, Georgica, et Aeneis, Servii Mauri Honorati e Aelii Donati commentariis illustrata (Basel 1544) com o comentário de Mancinelli (Mancinellus) impresso ao lado do texto.

Antonio Mancinelli (6 de dezembro de 1452 – 1505) foi um pedagogo humanista, gramático e retórico de Velletri que ensinou em Veneza, Roma e Orvieto . Ele produziu edições de Cícero, Heródoto, Horácio, Juvenal, Suetónio, Virgílio e muitos outros autores. A sua Carmen de Figuris traduziu partes da retórica de Quintiliano em hexâmetro.
Em 1473, ele abriu uma escola humanística em Velletri.